# El-Alamein
Pour les articles homonymes, voir El-Alamein (homonymie).
El Alamein (en arabe : العلمين) est une ville égyptienne située dans le désert de Libye, au bord de la mer Méditerranée. Elle est située à 106 km à l'ouest d'Alexandrie et à 240 km au nord-ouest du Caire.

## Histoire

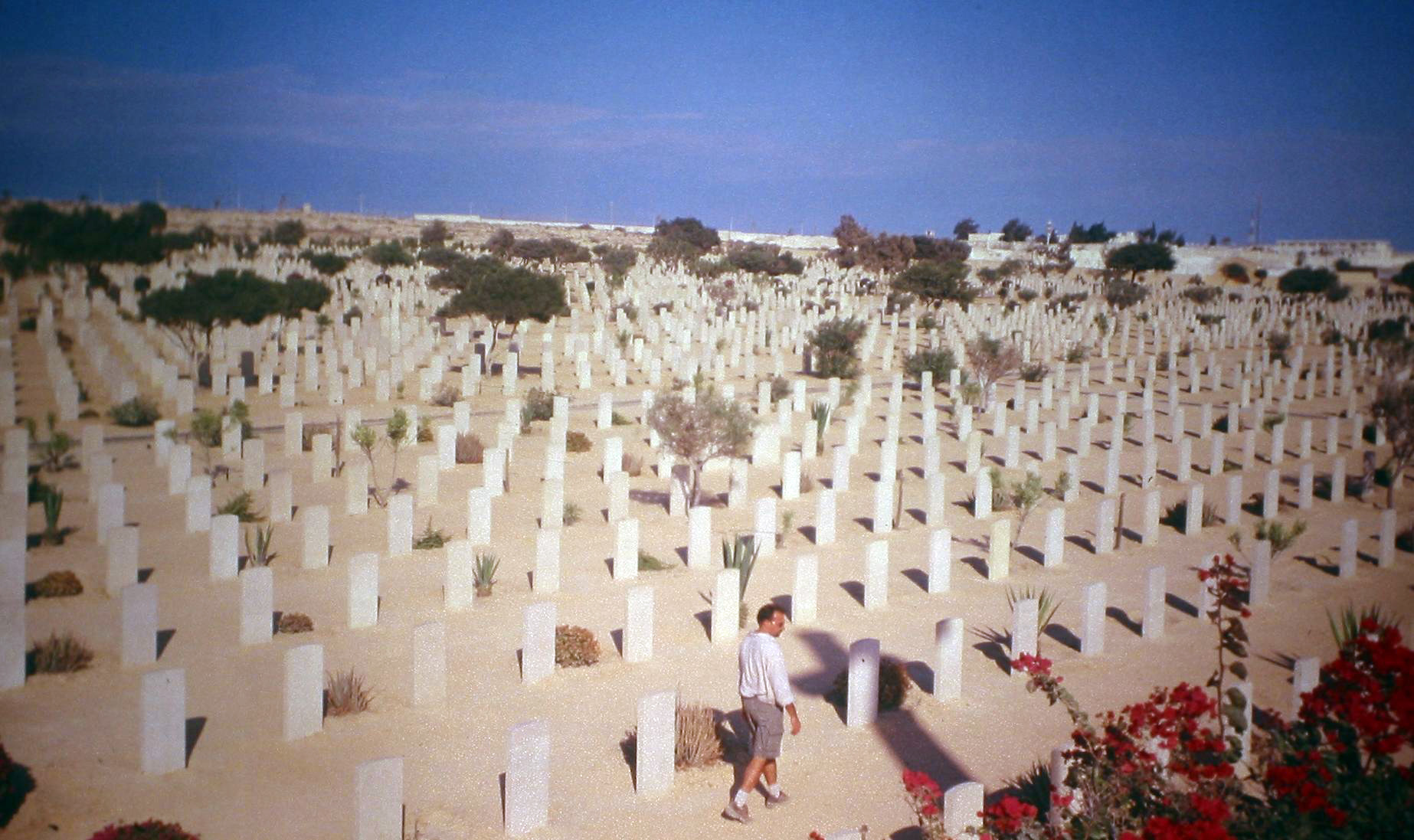
Cimetière militaire du Commonwealth à El-Alamein

Elle a été le théâtre, en juillet et octobre 1942, de deux importantes batailles de la Seconde Guerre mondiale, opposant plusieurs divisions italiennes et les divisions blindées allemandes de la Deutsches Afrikakorps, commandées par le Generalfeldmarschall Rommel, à la 8e armée britannique commandée par le général Auchinleck puis par le général Montgomery, qui comprenait la 1re Brigade française libre sous le commandement du général Kœnig. Ces deux batailles d'El Alamein, qui permettent d'arrêter les forces de l'Axe aux portes de l'Égypte puis de les repousser jusqu'en Tunisie, marquent le tournant de la guerre du Désert.
À l'heure actuelle, El Alamein est un port de commerce, situé à environ cent kilomètres à l'ouest d'Alexandrie, principalement utilisé par les pétroliers. Elle vit également du tourisme historique. Avec la construction, au début des années 2000, d'un aéroport s'ajoutant à ceux d'Alexandrie et de Marsa Matruh, le développement touristique a été fortement accéléré par la construction de programme de villas résidentielles et d'hôtels.

## Climat
Avec un climat méditerranéen typique, El Alamein a un climat agréable tout au long de l'année, avec des hivers froids et des étés chauds. El Alamein est également connue pour son environnement non pollué exceptionnel, l'air, et ses plages.